# Valeriana pratensis
Valeriana pratensis är en kaprifolväxtart som först beskrevs av George Bentham, och fick sitt nu gällande namn av Ernst Gottlieb von Steudel. Valeriana pratensis ingår i släktet vänderötter, och familjen kaprifolväxter. Inga underarter finns listade i Catalogue of Life.

## Bildgalleri

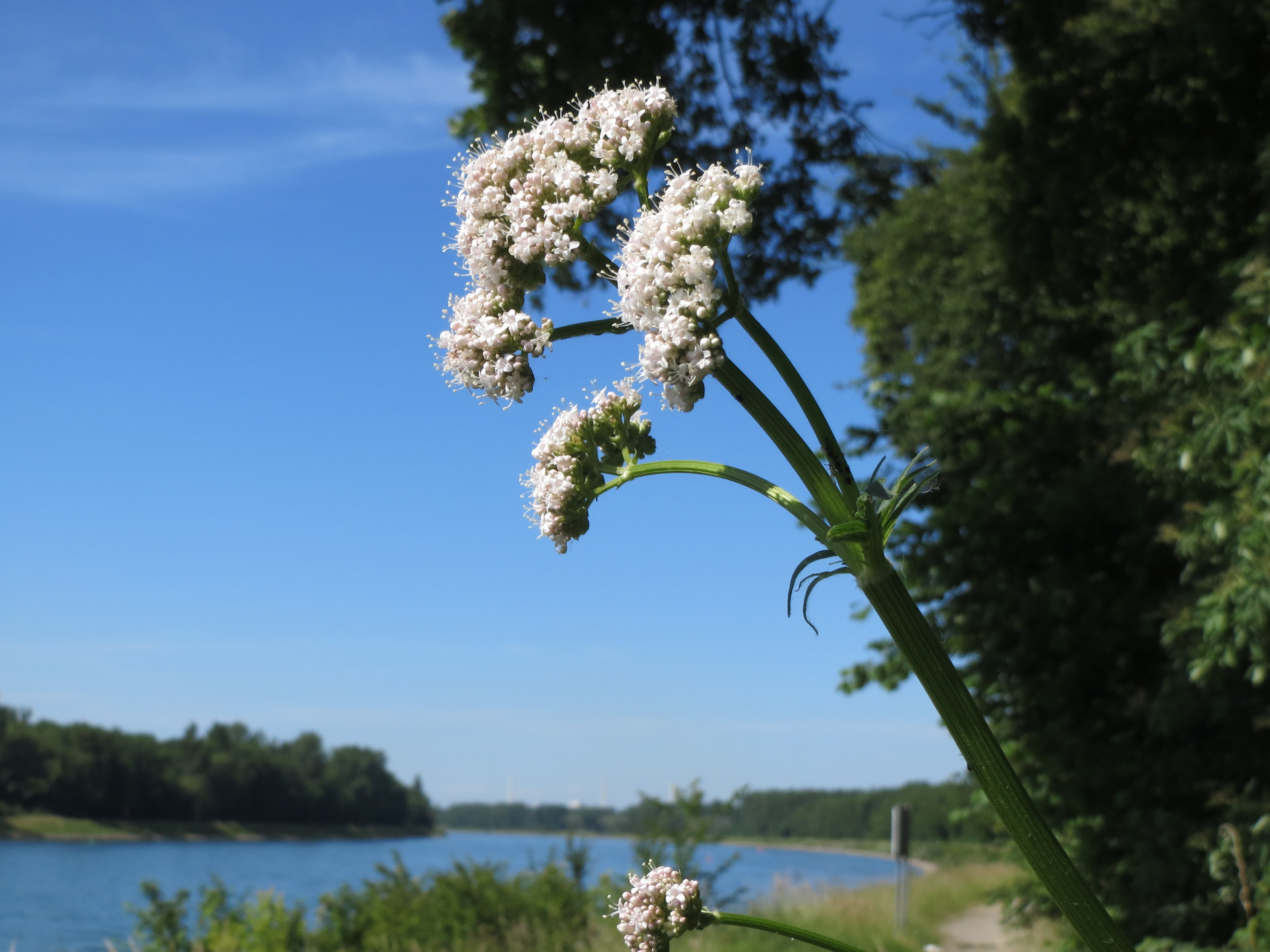
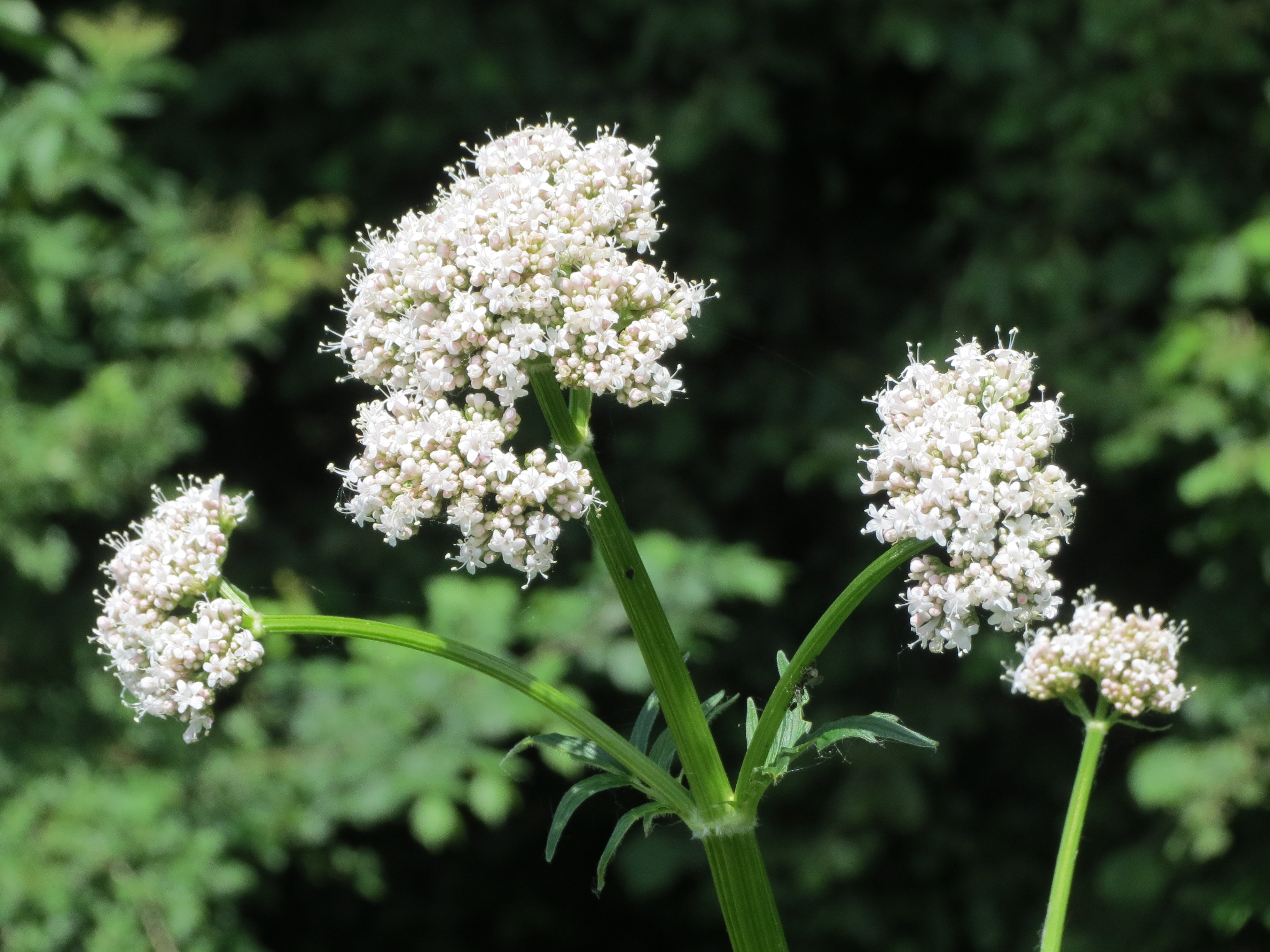
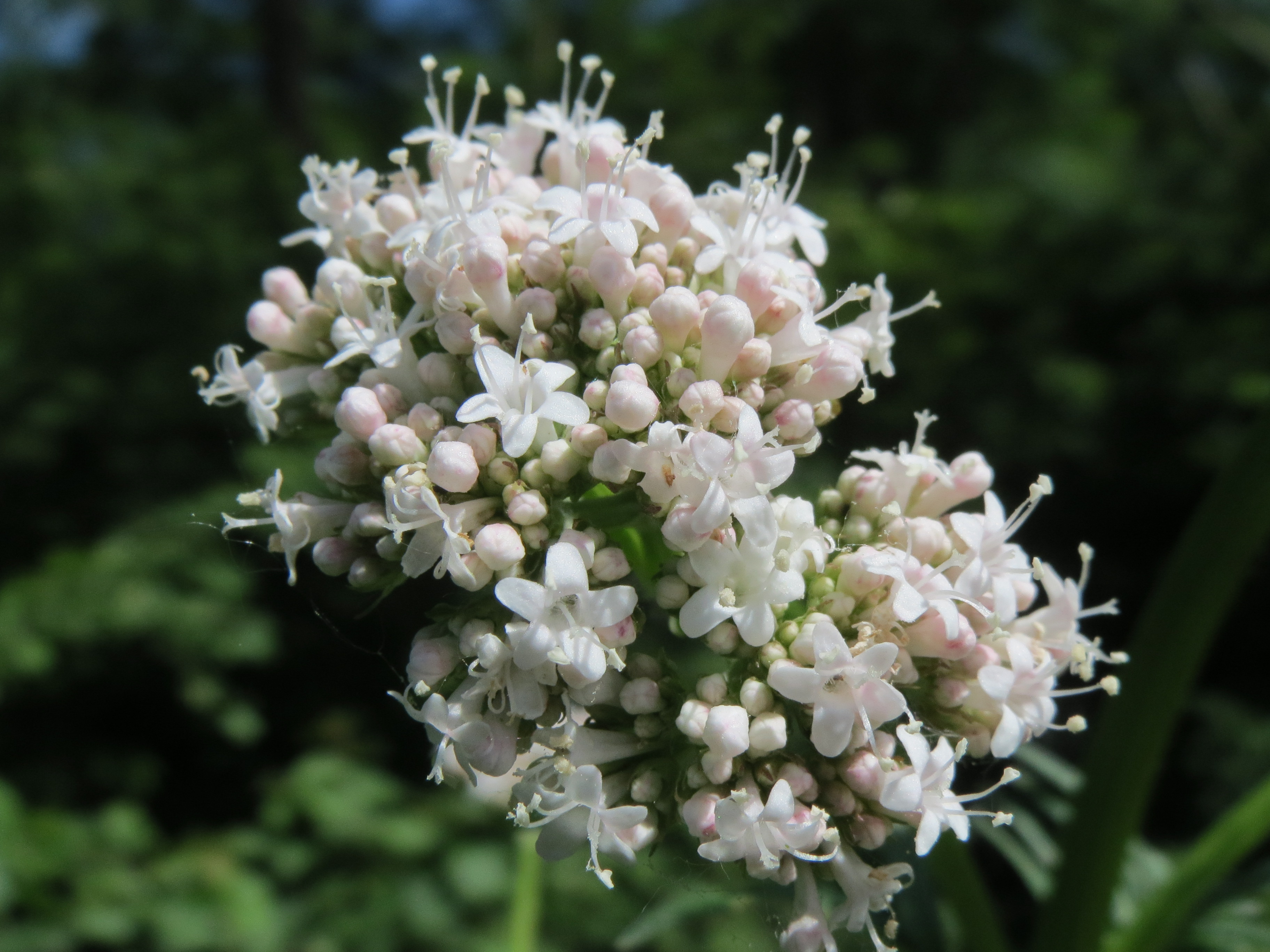
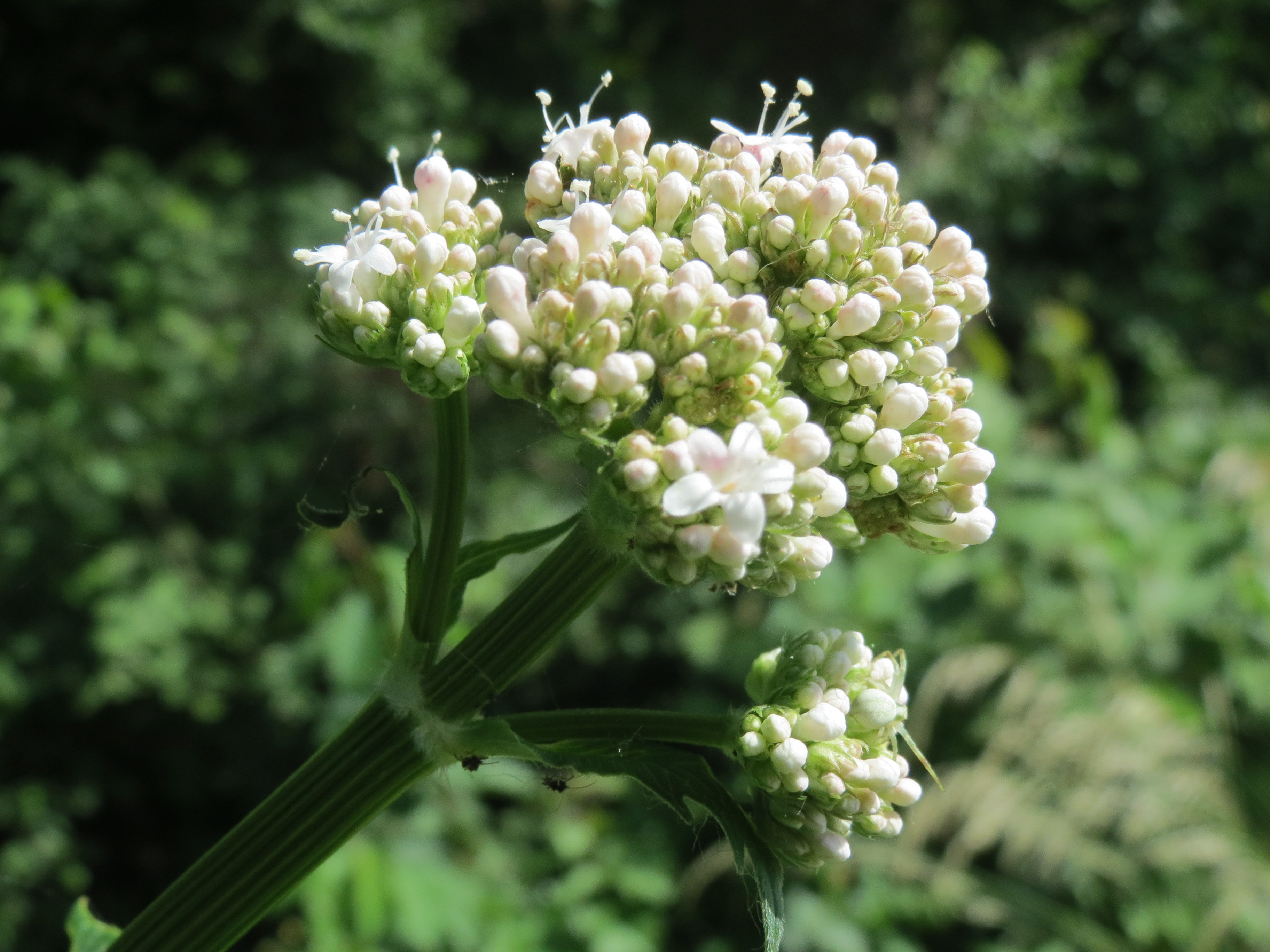